# Šurjan
Šurjan (srpski:  Šurjan, mađarski: Surján, njemački: Schurjan) je naselje u Banatu, u Vojvodini, u sastavu općine Sečanj.

## Stanovništvo
Prema popisu stanovništva iz 2002. godine u naselju Šurjan živi 330 stanovnika, od čega 266 punoljetnih stanovnika s prosječnom starosti od 41,6 godina (39,5 kod muškaraca i 44,2 kod žena). U naselju ima 121 domaćinstavo, a prosječan broj članova po domaćinstvu je 2,73.
Prema popisu iz 1991. godine u naselju je živjelo 377 stanovnika.

## Kretanje broja stanovnika
| broj stanovnika | 682   | 807   | 734   | 483   | 406   | 377   | 330   |
|                 | 1948. | 1953. | 1961. | 1971. | 1981. | 1991. | 2001. |

## Etnički sastav stanovništva
| Etnički sastav 2002. |            |        |
| Narod                | Stanovnika | %      |
| Srbi                 | 145        | 43,93% |
| Mađari               | 140        | 42,42% |
| Romi                 | 9          | 2,72%  |
| Jugoslaveni          | 9          | 2,72%  |
| Slovaci              | 2          | 0,60%  |
| Makedonci            | 2          | 0,60%  |
| Rumunji              | 2          | 0,60%  |
| Hrvati               | 1          | 0,30%  |
| nepoznato            | 0          | 0,00%  |

## Vanjske poveznice
- Karte, udaljenosti i vremenska prognoza
- Satelitski snimak naselja